# 15230 Alona
15230 Alona este un asteroid din centura principală de asteroizi.

## Descriere
15230 Alona este un asteroid din centura principală de asteroizi. A fost descoperit pe 13 septembrie 1987 la Observatorul La Silla de Henri Debehogne. El prezintă o orbită caracterizată de o semiaxă mare de 2,28 ua, o excentricitate de 0,16 și o înclinație de 5,4° în raport cu ecliptica.